# Ishioka, Ibaraki
Ishioka (石岡市 Ishioka-shi) là thành phố thuộc tỉnh Ibaraki, Nhật Bản. Tính đến ngày 1 tháng 10 năm 2020, dân số ước tính thành phố là 73.601 người và mật độ dân số là 190 người/km2. Tổng diện tích thành phố là 215,5 km2.

## Địa lý

### Đô thị lân cận
- Ibaraki
  - Tsuchiura
  - Tsukuba
  - Kasumigaura
  - Kasama
  - Sakuragawa
  - Omitama